# Anja Andersenová
Anja Andersenová (* 15. února 1969, Odense) je bývalá dánská házenkářka a v současnosti trenérka házené. Za dánskou reprezentaci nastupovala v letech 1989–1999, sehrála za ni 133 zápasů a vstřelila 726 gólů. Získala s ní zlatou olympijskou medaili v Atlantě roku 1996, jeden titul mistryň světa (1997) a dva tituly mistryň Evropy (1994, 1996). V roce 1997 byla Mezinárodní házenkářskou federací vyhlášena nejlepší házenkářkou roku. Byla známa svým impulzivním chováním a "hraním pro publikum", což nenašlo vždy pochopení u trenérů - trenér Ulrik Wilbek ji kvůli tomu na olympiádě v Atlantě dokonce nakrátko vyřadil z mužstva. Hráčskou kariéru ukončila roku 1999 kvůli zjištěné srdeční vadě. Vzápětí začala kariéru trenérskou, v dánském klubu Slagelse Dream Team, s nímž třikrát vyhrála Ligu mistrů (2003/04, 2004/05, 2006/07).